# Ehrlichiosis monocítica humana
La ehrlichiosis monocitica humana es una enfermedad infecciosa que pertenece al grupo de las ehrlichiosis, provocada por la bacteria ehrlichia chaffeensis, la cual recibe su nombre porque se aisló por primera vez en un paciente de Fort Chaffee, Arkansas, Estados Unidos, en 1986.

## Mecanismo de transmisión
Se transmite por mordedura de garrapatas infectadas. No existe contagio entre humanos.

## Distribución
La mayor parte de los casos tienen lugar en Estados Unidos, aunque se han producido algunos en otros lugares, como Escandinavia.

## Síntomas
Esta bacteria es un agente patógeno intracelular obligado que afecta principalmente a 2 tipos de células, los monocitos y macrófagos. Los síntomas de la infección consisten en fiebre, erupción en la piel y dolor de cabeza y muscular. La gravedad es muy variable y oscila entre casos leves a complicaciones graves como síndrome del choque tóxico cuando afecta a personas con déficit de inmunidad (inmunodeficiencia).